# Marquis Dendy
Marquis Dendy (Wilmington, 17 de noviembre de 1992) es un deportista estadounidense que compite en atletismo, especialista en la prueba de salto de longitud.
Ganó tres medallas en el Campeonato Mundial de Atletismo en Pista Cubierta entre los años 2016 y 2022.

## Palmarés internacional
| Campeonato Mundial en Pista Cubierta | Campeonato Mundial en Pista Cubierta | Campeonato Mundial en Pista Cubierta | Campeonato Mundial en Pista Cubierta |
| Año                                  | Lugar                                | Medalla                              | Prueba                               |
| ------------------------------------ | ------------------------------------ | ------------------------------------ | ------------------------------------ |
| 2016                                 | Portland (Estados Unidos)            | Medalla de oro                       | Salto de longitud                    |
| 2018                                 | Birmingham (Reino Unido)             | Medalla de bronce                    | Salto de longitud                    |
| 2022                                 | Belgrado (Serbia)                    | Medalla de bronce                    | Salto de longitud                    |